# Nitrozwiązki
Nitrozwiązki – organiczne związki chemiczne zawierające grupę nitrową -NO2, w której atom azotu jest bezpośrednio połączony z atomem węgla.

## Otrzymywanie

### Nitrozwiązki alifatyczne
Nitrozwiązki pierwszo- i drugorzędowe otrzymuje się w reakcji pomiędzy odpowiednimi jodkami lub bromkami a azotynem srebra lub sodu. Reakcja przebiega według mechanizmu SN2. Produktem ubocznym tej reakcji są estry kwasu azotawego.
Związki nitrowe trzeciorzędowe otrzymuje się poprzez utlenienie odpowiednich amin.

### Nitrozwiązki aromatyczne
Nitrozwiązki aromatyczne otrzymywane są zwykle przez nitrowanie mieszaniną nitrującą.

## Nomenklatura
Nazwę związków nitrowych tworzy się dodając przedrostek "nitro" do nazwy danego węglowodoru, np. CH3NO2 to nitrometan; 

nitrobenzen

położenie grupy nitrowej określa się dodając z przodu lokant (numer atomu węgla), z którym grupa nitrowa się łączy, np. CH3-CH2-CH2-NO2 to 1-nitropropan.
Wyróżnia się nitrozwiązki pierwszo-, drugo-, i trzeciorzędowe. Pierwszorzędowe związki nitrowe to takie, w których grupa -NO2 jest przyłączona do atomu węgla, który nie jest połączony z żadnym innym atomem węgla lub jest połączony z tylko jednym atomem węgla. Pierwszorzędowe związki nitrowe to np. nitrometan, nitroetan, 1-nitropropan.
Nitrozwiązki drugorzędowe to takie, w których grupa -NO2 jest przyłączona do atomu węgla, który jest połączony z dwoma innymi atomami węgla. Drugorzędowe związki nitrowe to np. 2-nitropropan, 3-nitropentan.
Analogicznie, związki nitrowe trzeciorzędowe to takie, w których grupa -NO2 jest połączona z atomem węgla, z którym są połączone jeszcze trzy inne atomy węgla (jak na przykład w 2-metylo-2-nitrobutanie) lub z aromatycznym atomem węgla (jak na przykład w nitrobenzenie).

## Właściwości fizyczne i chemiczne
Związki nitrowe są zwykle trudno rozpuszczalne w wodzie, mimo że grupa nitrowa jest silnie polarna. Polarność ta wynika z dużej elektroujemności atomów tlenu. Elektronoakceptorowy charakter grupy nitrowej zwiększa labilność protonów w pozycji α względem atomu azotu, w wyniku czego nitrozwiązki wykazują słabe właściwości kwasowe. Np. nitrometan rozpuszcza się dobrze w roztworze NaOH z wytworzeniem anionu CH2NO2-. Drugą konsekwencją labilności protonów α jest występowanie w związkach nitrowych tautomerii „nitro-aci”. W formie aci jeden z protonów α przeniesiony jest do atomu tlenu grupy nitrowej, a atom azotu połączony jest z atomem węgla wiązaniem podwójnym:

Tautomeria nitro-aci

Równowaga tautomeryczna przesunięta jest silnie w stronę formy nitro, a sama przemiana jest znacznie wolniejsza niż analogiczna tautomeria keto-enolowa związków karbonylowych. Dla nitrometanu w środowisku wodnym na jedną cząsteczkę aci przypada ok. 108 cząsteczek nitro. 
Grupa nitrowa podstawiona do pierścienia aromatycznego dezaktywuje go. Jest podstawnikiem drugiego rodzaju o silnych właściwościach elektronoakceptorowych, ułatwia więc wymianę innych obecnych w pierścieniu podstawników (np. chlorowców) na nukleofile (np. -OH).
Związki nitrowe redukują się do amin pierwszorzędowych. Redukowany nitrobenzen daje anilinę, reakcja przebiega przez różne produkty pośrednie, w zależności od odczynu środowiska.

## Wybrane nitrozwiązki
- trotyl
- nitrobenzen
- kwas pikrynowy i pikryniany

Wbrew nazwie potocznej nitroceluloza i nitrogliceryna nie są związkami nitrowymi, lecz estrami (nie zawierają wiązania C-NO2).